# António Félix da Costa
António Maria de Mello Breyner Félix da Costa, vagy egyszerűen António Félix da Costa (Lisszabon, 1991. augusztus 31. –) portugál autóversenyző, a Formula–E-ben versenyez a Techeetah csapatánál, korábban a Formula–1-ben a Red Bull Racing tesztpilótája volt.
Eddigi legjobb eredménye a meghívásos Formula–3-as makaói nagydíjon aratott győzelme 2012-ben és 2016-ban, a Formula Renault 2.0 észak-európai kupa 2009-es és a Formula–E 2019–2020-as szezonjának megnyerése.

## Eredményei

### Karrier összefoglaló
| Év      | Bajnokság                                  | Csapat                           | Verseny        | Győzelem       | Pole           | Leggyorsabb kör | Dobogós helyezés | Pont           | Helyzeés       |
| ------- | ------------------------------------------ | -------------------------------- | -------------- | -------------- | -------------- | --------------- | ---------------- | -------------- | -------------- |
| 2008    | Formula Renault UK Winter Series           | CR Scuderia                      | 4              | 0              | 0              | 0               | 1                | —              | HN†            |
| 2008    | Portugál Formula Renault 2.0 Winter Series | Motopark Academy                 | 2              | 0              | 0              | 0               | 0                | 4              | 17.            |
| 2008    | Formula Renault 2.0 Európa-kupa            | Motopark Academy                 | 6              | 0              | 0              | 0               | 0                | 18             | 13.            |
| 2008    | Formula Renault 2.0 NEC                    | Motopark Academy                 | 16             | 1              | 1              | 1               | 10               | 280            | 2.             |
| 2009    | Formula Renault 2.0 Európa-kupa            | Motopark Academy                 | 14             | 3              | 2              | 3               | 9                | 128            | 3.             |
| 2009    | Formula Renault 2.0 NEC                    | Motopark Academy                 | 14             | 9              | 4              | 7               | 11               | 361            | 1.             |
| 2010    | Formula–3 Euroseries                       | Motopark Academy                 | 18             | 3              | 0              | 1               | 4                | 40             | 7.             |
| 2010    | Masters of Formula–3                       | Motopark Academy                 | 1              | 0              | 0              | 0               | 0                | —              | 18.            |
| 2010    | GP3                                        | Carlin                           | 4              | 0              | 0              | 0               | 0                | 3              | 26.            |
| 2010    | Makaói nagydÍj                             | Carlin                           | 1              | 0              | 0              | 0               | 0                | —              | 6.             |
| 2010    | Formula–1                                  | Force India                      | Tesztversenyző | Tesztversenyző | Tesztversenyző | Tesztversenyző  | Tesztversenyző   | Tesztversenyző | Tesztversenyző |
| 2011    | GP3                                        | Status Grand Prix                | 16             | 1              | 0              | 0               | 1                | 16             | 13.            |
| 2011    | Brit Formula–3-as bajnokság                | Hitech Racing                    | 6              | 0              | 0              | 1               | 3                | 51             | 13.            |
| 2011    | Makaói nagydíj                             | Hitech Racing                    | 1              | 0              | 0              | 0               | 0                | —              | Kiesett        |
| 2011    | GP2 Final                                  | Ocean Racing Technology          | 2              | 0              | 0              | 0               | 0                | 2              | 9.             |
| 2012    | Formula Renault 3.5 Series                 | Arden Caterham                   | 12             | 4              | 0              | 2               | 6                | 166            | 4.             |
| 2012    | GP3                                        | Carlin                           | 16             | 3              | 1              | 6               | 6                | 132            | 3.             |
| 2012    | MotorSport Vision Formula–3 kupa           | Carlin                           | 2              | 2              | 1              | 2               | 2                | —              | HN†            |
| 2012    | Makaói nagydíj                             | Carlin                           | 1              | 1              | 1              | 1               | 1                | —              | 1.             |
| 2012    | Formula–1                                  | Red Bull Racing                  | Tesztversenyző | Tesztversenyző | Tesztversenyző | Tesztversenyző  | Tesztversenyző   | Tesztversenyző | Tesztversenyző |
| 2013    | Formula Renault 3.5 Series                 | Arden Caterham                   | 17             | 3              | 1              | 2               | 6                | 172            | 3.             |
| 2014    | DTM                                        | BMW Team MTEK                    | 10             | 0              | 0              | 0               | 0                | 6              | 21.            |
| 2014–15 | Formula Renault 3.5 Series                 | Amlin Aguri                      | 8              | 1              | 0              | 0               | 1                | 51             | 8.             |
| 2015    | DTM                                        | BMW Team Schnitzer               | 18             | 1              | 1              | 1               | 3                | 79             | 11.            |
| 2015    | Stock Car Brasil                           | Full Time Sports                 | 1              | 0              | 0              | 0               | 1                | 0              | HN†            |
| 2015–16 | Formula–E                                  | Team Aguri                       | 9              | 0              | 0              | 0               | 0                | 28             | 13.            |
| 2016    | DTM                                        | BMW Team Schnitzer               | 18             | 0              | 2              | 1               | 1                | 43             | 17.            |
| 2016    | ADAC GT Masters                            | Schubert Motorsport              | 2              | 0              | 0              | 0               | 0                | 0              | HN             |
| 2016    | Stock Car Brasil                           | Full Time Sports                 | 1              | 0              | 0              | 0               | 1                | 0              | HN†            |
| 2016    | Makaói nagydíj                             | Carlin                           | 1              | 1              | 1              | 0               | 1                | —              | 1.             |
| 2016–17 | Formula–E                                  | MS Amlin Andretti                | 12             | 0              | 0              | 0               | 0                | 10             | 20.            |
| 2017    | Blancpain GT Sprint kupa                   | Rowe Racing                      | 6              | 0              | 0              | 1               | 0                | 2              | 26.            |
| 2017    | International GT Open                      | BMW Team Teo Martín              | 6              | 1              | 1              | 0               | 2                | 41             | 12.            |
| 2017    | Stock Car Brasil                           | HERO Motorsport                  | 2              | 0              | 0              | 0               | 1                | 0              | HN†            |
| 2017–18 | Formula–E                                  | MS&AD Andretti Formula E         | 12             | 0              | 0              | 0               | 0                | 20             | 15.            |
| 2018    | WeatherTech SportsCar Championship         | Jackie Chan DCR JOTA             | 1              | 0              | 0              | 0               | 0                | 26             | 51.            |
| 2018    | Stock Car Brasil                           | HERO Motorsport                  | 1              | 0              | 0              | 1               | 1                | 0              | HN†            |
| 2018–19 | Formula–E                                  | BMW i Andretti Motorsport        | 13             | 1              | 1              | 1               | 4                | 99             | 6.             |
| 2018–19 | WEC                                        | BMW Team MTEK                    | 8              | 0              | 0              | 1               | 1                | 61             | 10.            |
| 2019–20 | Formula–E                                  | DS Techeetah                     | 11             | 3              | 3              | 2               | 6                | 158            | 1.             |
| 2019–20 | WEC                                        | Jota Sport                       | 8              | 1              | 0              | 2               | 5                | 152            | 3.             |
| 2020–21 | Formula–E                                  | DS Techeetah                     | 15             | 1              | 2              | 0               | 3                | 86             | 8.             |
| 2021    | WEC                                        | Jota Sport                       | 6              | 1              | 1              | 0               | 4                | 123            | 3.             |
| 2021–22 | Formula–E                                  | DS Techeetah                     | 16             | 1              | 2              | 0               | 2                | 122            | 8              |
| 2022    | WEC                                        | Jota Sport                       | 6              | 1              | 1              | 1               | 5                | 137            | 1.             |
| 2022–23 | Formula–E                                  | TAG Heuer Porsche Formula E Team | 16             | 1              | 0              | 0               | 3                | 93             | 9.             |
| 2023    | WEC                                        | Hertz Team Jota                  | 5              | 0              | 0              | 0               | 0                | 38             | 9.             |
| 2023–24 | Formula–E                                  | TAG Heuer Porsche Formula E Team | 16             | 4              | 0              | 1               | 4                | 134            | 6.             |
| 2024–25 | Formula–E                                  | TAG Heuer Porsche Formula E Team | 0              | 0              | 0              | 0               | 0                | 0              | —              |

* A szezon jelenleg is zajlik.
† Vendégversenyzőként nem volt jogosult pontokra.

### Teljes Formula–3 Euroseries eredménysorozata
| Év   | Csapat           | Motor      | 1       | 2       | 3       | 4       | 5       | 6        | 7       | 8        | 9       | 10      | 11      | 12      | 13      | 14      | 15      | 16       | 17      | 18      | Helyezés | Pont |
| ---- | ---------------- | ---------- | ------- | ------- | ------- | ------- | ------- | -------- | ------- | -------- | ------- | ------- | ------- | ------- | ------- | ------- | ------- | -------- | ------- | ------- | -------- | ---- |
| 2010 | Motopark Academy | Volkswagen | LEC 1 8 | LEC 2 8 | HOC 1 7 | HOC 2 9 | VAL 1 6 | VAL 2 Ki | NOR 1 7 | NOR 2 Ki | NÜR 1 7 | NÜR 2 1 | ZAN 1 8 | ZAN 2 1 | BRH 1 8 | BRH 2 1 | OSC 1 3 | OSC 2 Ki | HOC 1 9 | HOC 2 4 | 7.       | 40   |

### Teljes GP3 eredménysorozata
(Táblázat értelmezése)

(Félkövér: pole-pozícióból indult; dőlt: leggyorsabb kört futott) 

| Év   | Csapat            | 1          | 2         | 3          | 4          | 5          | 6           | 7          | 8         | 9          | 10         | 11         | 12         | 13         | 14         | 15         | 16        | Helyezés | Pont |
| ---- | ----------------- | ---------- | --------- | ---------- | ---------- | ---------- | ----------- | ---------- | --------- | ---------- | ---------- | ---------- | ---------- | ---------- | ---------- | ---------- | --------- | -------- | ---- |
| 2010 | Carlin            | ESP FEA    | ESP SPR   | TUR FEA    | TUR SPR    | VAL FEA    | VAL SPR     | GBR FEA    | GBR SPR   | GER FEA    | GER SPR    | HUN FEA 6  | HUN SPR 17 | BEL FEA Ki | BEL SPR 12 | ITA FEA    | ITA SPR   | 26.      | 3    |
| 2011 | Status Grand Prix | TUR FEA 5  | TUR SPR 4 | ESP FEA 12 | ESP SPR 17 | VAL FEA Ki | VAL SPR 20† | GBR FEA 19 | GBR SPR 9 | GER FEA 28 | GER SPR Ki | HUN FEA 11 | HUN SPR 6  | BEL FEA Ki | BEL SPR 11 | ITA FEA 7  | ITA SPR 1 | 13.      | 16   |
| 2012 | Carlin            | ESP FEA 14 | ESP SPR 7 | MON FEA 7  | MON SPR 2  | VAL FEA Ki | VAL SPR 8   | GBR FEA 1  | GBR SPR 6 | GER FEA Ki | GER SPR Ki | HUN FEA 1  | HUN SPR 1  | BEL FEA 2‡ | BEL SPR 2  | ITA FEA 15 | ITA SPR 5 | 3.       | 132  |

‡ Mivel nem teljesítették a versenytáv 75%-át, így csak a pontok felét kapta meg.

### Teljes Formula Renault 3.5 Series eredménylistája
| Év   | Csapat         | 1        | 2       | 3        | 4       | 5       | 6       | 7        | 8       | 9        | 10      | 11       | 12       | 13      | 14    | 15      | 16      | 17       | Helyezés | Pont |
| ---- | -------------- | -------- | ------- | -------- | ------- | ------- | ------- | -------- | ------- | -------- | ------- | -------- | -------- | ------- | ----- | ------- | ------- | -------- | -------- | ---- |
| 2012 | Arden Caterham | ARA 1    | ARA 2   | MON 1    | SPA 1   | SPA 2   | NÜR 1 9 | NÜR 2 11 | MSC 1 7 | MSC 2 15 | SIL 1 5 | SIL 2    | HUN 1 4  | HUN 2 1 | LEC 1 | LEC 2   | CAT 1   | CAT 2 1  | 4.       | 166  |
| 2013 | Arden Caterham | MNZ 1 Ki | MNZ 2 1 | ARA 1 13 | ARA 2 7 | MON 1 5 | SPA 1 2 | SPA 2 4  | MSC 1 2 | MSC 2 Ki | RBR 1 7 | RBR 2 Ki | HUN 1 Ki | HUN 2 1 | LEC 1 | LEC 2 3 | CAT 1 4 | CAT 2 13 | 3.       | 172  |

### Teljes DTM eredménylistája
(Táblázat értelmezése)

(Félkövér: pole-pozícióból indult; dőlt: leggyorsabb kört futott) 

| Év   | Csapat             | 1        | 2        | 3        | 4        | 5        | 6        | 7       | 8         | 9        | 10       | 11       | 12       | 13       | 14       | 15       | 16       | 17       | 18       | Helyezés | Pont |
| ---- | ------------------ | -------- | -------- | -------- | -------- | -------- | -------- | ------- | --------- | -------- | -------- | -------- | -------- | -------- | -------- | -------- | -------- | -------- | -------- | -------- | ---- |
| 2014 | BMW Team MTEK      | HOC 21†  | OSC 11   | HUN 8    | NOR 20   | MSC 11   | SPL Ki   | NÜR 13  | LAU Ki    | ZAN 14   | HOC 9    |          |          |          |          |          |          |          |          | 21.      | 6    |
| 2015 | BMW Team Schnitzer | HOC 1 13 | HOC 2 20 | LAU 1 19 | LAU 2 14 | NOR 1 12 | NOR 2 12 | ZAN 1 2 | ZAN 2 1   | SPL 1 13 | SPL 2 10 | MSC 1 11 | MSC 2 23 | OSC 1 3  | OSC 2 4  | NÜR 1 9  | NÜR 2 15 | HOC 1 11 | HOC 2 7  | 11.      | 79   |
| 2016 | BMW Team Schnitzer | HOC 1 7  | HOC 2 Ki | SPL 1 22 | SPL 2 21 | LAU 1 15 | LAU 2 14 | NOR 1 9 | NOR 2 Kiz | ZAN 1 6  | ZAN 2 17 | MSC 1 20 | MSC 2 19 | NÜR 1 20 | NÜR 2 19 | HUN 1 16 | HUN 2 3  | HOC 1 4  | HOC 2 Ki | 17.      | 43   |

† A versenyt nem fejezte be, de helyezését értékelték, mert a versenytáv több, mint 75%-át teljesítette.

### Teljes Formula–E eredménylistája
(Táblázat értelmezése)

(Félkövér: pole-pozícióból indult; dőlt: leggyorsabb kört futott) 

| Év      | Csapat                           | 1      | 2      | 3      | 4      | 5       | 6       | 7      | 8      | 9       | 10     | 11     | 12     | 13     | 14     | 15     | 16     | Helyezés | Pont |
| ------- | -------------------------------- | ------ | ------ | ------ | ------ | ------- | ------- | ------ | ------ | ------- | ------ | ------ | ------ | ------ | ------ | ------ | ------ | -------- | ---- |
| 2014–15 | Amlin Aguri                      | BEI    | PUT 8  | PDE Ki | BUE 1  | MIA 6   | LBH 7   | MON 9  | BER 11 | MOS 7   | LON    | LON    |        |        |        |        |        | 8.       | 51   |
| 2015–16 | Team Aguri                       | BEI Ki | PUT 6  | PDE 6  | BUE Ki | MEX Ki  | LBH Ki  | PAR 8  | BER    | LON 6   | LON 11 |        |        |        |        |        |        | 13.      | 28   |
| 2016–17 | MS Almin Andretti                | HKG 5  | MAR Ki | BUE 11 | MEX Ki | MON 11  | PAR Ki  | BER 16 | BER 11 | NYC 12  | NYC 15 | MNT 14 | MNT 15 |        |        |        |        | 20.      | 10   |
| 2017–18 | MS&AD Andretti Formula E         | HKG 6  | HKG 11 | MAR 14 | SAN 9  | MEX 7   | PDE 11  | ROM 11 | PAR Ki | BER 15  | ZUR 8  | NYC 11 | NYC 15 |        |        |        |        | 15.      | 20   |
| 2018–19 | BMW i Andretti Motorsport        | ADR 1  | MAR Ki | SAN Ki | MEX 2  | HKG 10  | SNY 3   | ROM 9  | PAR 7  | MON Kiz | BER 4  | BRN 12 | NYC 3  | NYC 9  |        |        |        | 6.       | 99   |
| 2019–20 | DS Techeetah                     | ADR 14 | ADR 10 | SAN 2  | MEX 2  | MAR 1   | BER 1   | BER 1  | BER 4  | BER 2   | BER Ki | BER 9  |        |        |        |        |        | 1.       | 158  |
| 2020–21 | DS Techeetah                     | DIR 11 | DIR 3  | ROM Ki | ROM 7  | VAL Kiz | VAL 22  | MON 1  | PUE 6  | PUE Ki  | NYC 12 | NYC 3  | LON 8  | LON Ki | BER 7  | BER Ki |        | 8.       | 86   |
| 2021–22 | DS Techeetah                     | DIR Ki | DIR 12 | MEX 4  | ROM 6  | ROM 13  | MON 5   | BER 8  | BER 6  | JAK 4   | MAR 2  | NYC Ki | NYC 1  | LON 7  | LON 5  | SEO 9  | SEO 10 | 8.       | 122  |
| 2022–23 | TAG Heuer Porsche Formula E Team | MEX 7  | DIR 18 | DIR 11 | HAI 3  | FOK 1   | SAP 4   | BER Ki | BER 5  | MON 16  | JAK 8  | JAK 7  | POR 3  | ROM Ki | ROM 12 | LON 16 | LON 16 | 9.       | 93   |
| 2023–24 | TAG Heuer Porsche Formula E Team | MEX Ki | DIR 16 | DIR 14 | SAP 6  | TOK 4   | MIS Kiz | MIS 17 | MON 7  | BER 6   | BER 1  | SHA 18 | SHA 1  | POR 1  | POR 1  | LON Ki | LON 13 | 6.       | 134  |
| 2024–25 | TAG Heuer Porsche Formula E Team | SAP 2  | MEX 2  | JED 9  | JED Ki | MIA 3   | MON Ki  | MON 4  | TOK 7  | TOK Ki  | SHA 13 | SHA 3  | JAK 5  | BER 10 | BER 8  | LON 14 | LON    | 5.*      | 103* |

* A szezon jelenleg is zajlik.
† A versenyt nem fejezte be, de helyezését értékelték, mert a versenytáv több, mint 90%-át teljesítette.

### Le Mans-i 24 órás autóverseny
| Év   | Csapat          | Csapattárs                        | Autó            | Kategória | Kör | Összetett Helyezés | Kategória Helyezés |
| ---- | --------------- | --------------------------------- | --------------- | --------- | --- | ------------------ | ------------------ |
| 2018 | BMW Team MTEK   | Augusto Farfus Alexander Sims     | BMW M8 GTE      | GTE Pro   | 223 | Kiesett            | Kiesett            |
| 2019 | BMW Team MTEK   | Augusto Farfus Jesse Krohn        | BMW M8 GTE      | GTE Pro   | 335 | 31.                | 11.                |
| 2020 | Jota Sport      | Anthony Davidson Roberto González | Oreca 07-Gibson | LMP2      | 370 | 6.                 | 2.                 |
| 2021 | Jota Sport      | Anthony Davidson Roberto González | Oreca 07-Gibson | LMP2      | 358 | 13.                | 8.                 |
| 2022 | Jota Sport      | Will Stevens Roberto González     | Oreca 07-Gibson | LMP2      | 369 | 5.                 | 1.                 |
| 2023 | Hertz Team Jota | Will Stevens Dzse Dzsefej         | Porsche 963     | Hypercar  | 244 | 40.                | 13.                |

### Teljes FIA World Endurance Championship eredménysorozata
(Táblázat értelmezése)

(Félkövér: pole-pozícióból indult; dőlt: leggyorsabb kört futott) 

| Év      | Csapat          | Osztály   | Kasztni     | Motor                  | 1     | 2       | 3      | 4      | 5      | 6     | 7     | 8     | Helyezés | Pont |
| ------- | --------------- | --------- | ----------- | ---------------------- | ----- | ------- | ------ | ------ | ------ | ----- | ----- | ----- | -------- | ---- |
| 2018–19 | BMW Team MTEK   | LMGTE Pro | BMW M8 GTE  | BMW S63 4.0 L Turbo V8 | SPA 5 | LMS Ki  | SIL Ki | FUJ 2  | SHA 10 | SEB 7 | SPA 4 | LMS 6 | 10.      | 61   |
| 2019–20 | Jota Sport      | LMP2      | Oreca 07    | Gibson GK428 4.2 L V8  | SIL 5 | FUJ Kiz | SHA 1  | BHR 2  | COA 3  | SPA 4 | LMS 2 | BHR 2 | 3.       | 152  |
| 2021    | Jota Sport      | LMP2      | Oreca 07    | Gibson GK428 4.2 L V8  | SPA 2 | ALG 1   | MNZ Ki | LMS 4  | BHR 3  | BHR 2 |       |       | 3.       | 123  |
| 2022    | Jota Sport      | LMP2      | Oreca 07    | Gibson GK428 4.2 L V8  | SEB 6 | SPA 3   | LMS 1  | MNZ 2  | FUJ 2  | BHR 3 |       |       | 1.       | 137  |
| 2023    | Hertz Team Jota | Hypercar  | Porsche 963 | Porsche 4.6 L Turbo V8 | SEB   | ALG     | SPA 6  | LMS 10 | MNZ 9  | FUJ 6 | BHR 4 |       | 9.       | 38   |